# Antonin de Selliers de Moranville
Le chevalier Antonin de Selliers de Moranville (Saint-Josse-ten-Noode, 12 janvier 1852 - Ixelles, le 17 avril 1945) est un militaire belge. Le 25 mai 1914. il est nommé chef d'état-major de l'armée belge, qu'il commande au moment de l'invasion de la Belgique en août 1914.

## Biographie
Il est le fils de Léonard de Selliers de Moranville (chevalier) (Bruxelles, le 28 mai 1803 - Bruxelles, le 14 avril 1856), avocat, publiciste, inspecteur de l'enseignement primaire du canton d'Asse et de Marie Pangaert (1810-1892).
Il commence sa formation à l'École militaire en 1869 en tant que membre de la trente-cinquième promotion (1869-1874), département de l'artillerie et du génie. Pendant la guerre franco-prussienne de 1870, l'École militaire est fermée et Antonin s'engage comme volontaire auprès des gardes-frontières pendant cette période. L'école rouvre en octobre 1870.
En novembre 1871, il devient sous-lieutenant. Il obtient son diplôme en 1874 et devient officier d'artillerie. En 1875, il est promu lieutenant. En 1877, il suit les cours de l'École de guerre et obtient le brevet d'état-major en 1877. En 1881, il devient professeur d'histoire militaire dans cette même école militaire.
Les élections législatives de 1884 assurent au parti catholique une majorité qu'il conserve pendant trente ans. Le nouveau ministre de la Guerre, le général Charles Pontus, prend Antonin de Selliers dans son cabinet et le promeut capitaine.
En tant que collaborateur du ministre, de Selliers est témoin des grèves rebelles de 1886 à Liège et à Charleroi. Il est conscient du risque que ces mouvements d'insurgés soient écrasés par une armée composée majoritairement de conscrits, enfants de la classe ouvrière, puisque les classes les plus aisées peuvent échapper au service militaire par le moyen du remplacement, en payant un remplaçant . Le général commandant qui doit déployer l'armée contre les grévistes souligne qu'une fraternisation entre grévistes et soldats ne peut être exclue. Dans la Revue générale, de Selliers publie un article dans lequel il accuse la bourgeoisie de naïveté et de manque de perspicacité.
En 1886, de Selliers devient membre de l'état-major, dans lequel est choisi le commandement de l'armée. En 1893, il devient attaché du nouveau secrétaire à la guerre, le lieutenant-général Jacques Brassine qui présente un projet de loi supprimant la possibilité de payer un remplaçant au service militaire. Les trois projets qu'il soumet successivement en 1895 et 1896 sont rejetés sous la pression de Charles Woeste, et Brassine démissionne. Aucun militaire ne veut lui succéder et c'est le civil Jules Vandenpeereboom qui devient ministre de la Guerre.
En juin 1896, de Selliers est promu major et commandant en second de l'Ecole militaire. En 1899, il devient directeur des opérations militaires au ministère. En 1900, il est promu lieutenant-colonel et nommé chef d'état-major du quatrième district militaire. En 1902, il est promu colonel. Lors des grèves qui ont eu lieu cette année, il assure l'ordre public. Comme sa conduite diplomatique du maintien de l'ordre le montre sous un jour favorable, et aussi parce qu'il est l'un des rares officiers supérieurs catholiques, il est nommé commandant de la gendarmerie en 1904. En 1907, il est promu major général et en 1912 lieutenant général.
Afin de pouvoir appliquer d'une main ferme la conscription générale, le Premier ministre Charles de Broqueville devient lui-même ministre de la Guerre à partir de novembre 1912.
Au sein de la direction de l'armée, les désaccords et la concurrence sont considérables. Le colonel Louis-Désiré de Ryckel est nommé sous-chef d'état-major en décembre 1913. Il s'y oppose au chef d'état-major général, le général Armand De Ceuninck qui prend bientôt sa retraite, et Charles de Broqueville nomme comme successeur son homme de confiance le général de Selliers, en mai comme intérimaire et en juillet comme titulaire. Cependant, les relations ne sont pas bonnes entre lui et de Ryckel, qui avait pour sa part la confiance du roi Albert I et de son officier d'ordonnance, le général Émile-Joseph Galet.
Les rivalités entre les dirigeants se reflètent dans leurs opinions divergentes sur ce qui devrait être la meilleure défense contre les attaques allemandes. Le 2 août 1914, le gouvernement belge reçoit l'ultimatum allemand. La guerre est décidée, mais les stratégies de Selliers et de Louis de Ryckel s'affrontent. Le roi Albert choisit les propositions de Louis de Ryckel, d'autant plus, en fin de compte, que c'est en fait le plan élaboré par le roi lui-même et par Galet qui a été proposé par de Ryckel.
Au sein de l'armée, les problèmes persistent. Le général de Ryckel discute souvent de la situation militaire avec Galet, sans que de Selliers soit au courant. Le Roi aussi laisse le chef d'état-major général dans l'ignorance de ce qu'il a décidé. Cela ne peut durer et le 6 septembre 1914, un arrêté royal est pris, supprimant purement et simplement le poste de chef d'état-major général. Le roi exerce maintenant lui-même le commandement complet, avec l'aide d'Emile Galet et avec l'aide d'un docile sous-chef d'état-major, le général Félix Wielemans .
Selon l'historien Jacques Willequet, le roi estime que par le serment constitutionnel " de maintenir l'indépendance nationale et l'intégrité du territoire ", il a la responsabilité personnelle de diriger l'armée .
De Selliers est nommé inspecteur général de l'armée. Il s'implique particulièrement dans l'organisation des centres d'instruction où les nouvelles recrues sont formées. Il atteint l'âge de la retraite en 1917, mais reste en service jusqu'en février 1919 .
Il ne digère pas la suppression de son poste de chef d'état-major ou de commandant en chef, et cela se reflète dans la liberté et l'audace avec lesquelles il parle des problèmes militaires et politiques à venir. Pendant les trente années suivantes, de Selliers se consacre à l'étude et à des publications.

## Controverse: La responsabilité ministérielle
Depuis Léopold I, les rois belges ont pris littéralement l'article 68 de la Constitution (Le Roi commande les forces terrestres et navales) et supposé qu'il s'agissait d'une exception à l'article 64, qui stipule qu'aucun acte du roi ne peut avoir force s'il n'est pas contresigné par un ministre. Le roi Albert Ier considère également que ses actes de commandant militaire, tout au moins en temps de guerre, sont valables sans le contreseing ministériel et ne relèvent pas de la responsabilité ministérielle. Le Premier ministre Charles de Broqueville s'y est opposé, mais a perdu. Son chef de cabinet, Louis de Lichtervelde, rédige un mémorandum détaillé dans lequel il veut démontrer que le Roi agit de manière inconstitutionnelle. Quand Albert lit cette note, il est furieux. De Lichtervelde et le Premier ministre sont vertement réprimandés et l'affaire est finalement enterrée. Après la guerre, le Roi-chevalier est devenu tellement populaire et intouchable, compte tenu du dénouement victorieux de la guerre, qu'on ne revient pas sur la question.
Il y a une exception : l'étude qu'Antonin de Selliers de Moranville consacre au problème dans un article de fond intitulé Les pouvoirs du roi selon la Constitution belge. À ce moment, il est déjà tombé en disgrâce à la Cour et de plus s'était retiré pour pouvoir exprimer son opinion en toute liberté. Il écrit : Tous les gouvernements belges depuis 1831 et la grande majorité des juristes reconnaissent la nécessité de coopérer avec un ministre responsable lorsque le roi commande l'armée. Le décret stipule que selon la Constitution belge, le Roi et le Ministre de la Guerre constituent une entité indissociable pour commander légalement l'armée.
Il n'a pas utilisé le mot, mais la conclusion est claire : la Constitution a été violée pendant la Première Guerre mondiale. L'énorme popularité dont jouit le Roi-chevalier après la guerre, et sa mort soudaine, font que ce différend constitutionnel n'est pas exploré plus avant.
La question redevient d'actualité en 1940, lorsqu'il s'avère que le roi Léopold III croit encore qu'en tant que commandant de l'armée, il peut agir en dehors de la responsabilité ministérielle. Le drame de la scission entre le roi et son gouvernement et la Question royale qui s'ensuit, qui amène la monarchie au bord de l'abolition, en est une conséquence. Personne ne pense aujourd'hui qu'à l'avenir le roi seul puisse commander l'armée, soit de manière indépendante, soit même avec le contreseing ministériel.

## Famille
Il épouse le 16 février 1876 Octavie Hector (née le 13 juillet 1854, décédée le 14 novembre 1898 à l'âge de 44 ans). Ils ont quatre filles et quatre fils.
Il est le père de Charles (Carlos) Frédéric Antonin de Selliers de Moranville (27 novembre 1876 - 24 décembre 1945), lieutenant général, qui, lors de l'exode de mai 1940 dans le Midi de la France, est chargé d'environ deux cent mille jeunes Belges ayant reçu l'ordre de rejoindre des Centres de Recrutement de l’Armée belge (XVIIe CRAB à Toulouse, XVIe CRAB à Béziers, XVe CRAB à Nîmes) manquant de tout : logements, cadres, intendance, approvisionnements. Le 25 mai, le général de Selliers a l’idée de lever des « Compagnies de Travailleurs » pour affecter les plus robustes à l’industrie de guerre ou aux moissons et travaux des champs. Son adjoint, le général Wibier, fait de même. Mais peu après, le gouvernement Pétain signe l'armistice, et les CRAB rentrent au pays . 
Il est le père d'Anne de Selliers de Moranville, née 3 février 1881 à Saint-Josse-ten-Noode et morte le 30 septembre 1962 à Limal, joueuse de tennis belge notamment aux Jeux olympiques de 1920, épouse du joueur de tennis Paul de Borman. 
Il est le père d'Albert de Selliers de Moranville, officier d'ordonnance du roi Léopold II, ayant vécu 105 ans (Saint Gilles, 7 octobre 1884 - Ixelles, 8 janvier 1990).

## Œuvres
- Etudes sur les batailles défenses-offensives, Bruxelles, 1880.
- Procédés tactiques du duc de Wellington, Bruxelles, 1883.
- De l'occupation des positions dans la défense, Bruxelles, 1894.
- Ordres de l'inspection générale de l'armée [belge] concernant les devoirs de l'officier, la méthode à suivre pour discipliner et instruire les troupes, l'initiative, les règles à observer pour les propositions d'avancement et les responsabilités qui en découlent pour les officiers. [Datés : Quartier général à Rouen, (à Cherbourg,) octobre 1914-mai 1916, et signés : Chev. de Selliers de Moranville.], Antonin de Selliers de Moranville (1852-1945), Rouen : impr. de A. Lainé , (s. d.) [14].
- Pourquoi l'armée belge s'est-elle retirée vers la position fortifiée d'Anvers, le 18 août 1914, Bruxelles, 1921.
- Du haut de la tour de Babel [Texte imprimé] : commentaire sur la préparation de la guerre et la situation stratégique de la Belgique en 1914. Publication : Paris : Berger-Levrault, 1925 [15].
- La Crise de l'Armée. Causes et remèdes , Bruxelles, 1926.
- Les pouvoirs du roi d'après la Constitution belge, in: Revue belge, 1931.
- Contribution à l'histoire de la guerre mondiale 1914-1918. Publication : Bruxelles : Goemaere ; Paris : Charles-Lavauzelle, 1933 [16].

## Hommages
-  L'avenue de Selliers de Moranville à 1082 Berchem-Sainte-Agathe a été nommée en son honneur. Sa famille posséda des terrains à l'endroit où cette voie fut aménagée, à partir de 1918 environ. Au n°11 est sise la seule maison classée de la commune.
-  La commune de Jette a aussi une rue de Moranville.